# Ropeginterferon α-2b
Ropeginterferon α-2b (Handelsname: Besremi) ist ein Arzneistoff zur Behandlung der Polycythaemia vera, einer seltenen Erkrankung des Blutes. Es handelt sich dabei um ein monopegyliertes Interferon-α, das 2019 in der EU als erstes Interferon für die Therapie der Polycythaemia vera zugelassen wurde.

## Medizinischer Stellenwert

### Entwicklung, Zulassung und Anwendung
In der Zulassungsstudie wurde eine Therapie mit Ropeginterferon mit Hydroxyurea verglichen. Die von der Europäischen Kommission am 15. Februar 2019 erteilte Zulassung betrifft den Einsatz zur zytoreduktiven Therapie der Polycythaemia vera bei erwachsenen Patienten ohne symptomatische Vergrößerung der Milz. Die FDA ließ den Wirkstoff am 12. November 2021 in den Vereinigten Staaten zu. Entwickler und Patenthalter ist PharmaEssentia Corporation aus Taiwan, Lizenznehmer zur klinischen Entwicklung und Vermarktung in Europa, der Gemeinschaft Unabhängiger Staaten und im Mittleren Osten ist AOP Orphan Pharmaceuticals GmbH aus Österreich.
Eine zytoreduktive Therapie wurde bislang vor allem bei Patienten mit einem hohen Risiko für thrombembolische Ereignisse eingeleitet, während Patienten mit niedrigem Risiko hauptsächlich mit Aderlässen und ASS zur Hemmung der Blutplättchenfunktion behandelt wurden.

### Unerwünschte Wirkungen und Gegenanzeigen
Zu den häufigsten Nebenwirkungen einer Ropeginterferon-α-2b-Therapie gehören ein Mangel an weißen Blutzellen (Leukopenie) oder Blutplättchen (Thrombozytopenie), Gelenk- und Muskelschmerzen, Erschöpfungszustände (Fatigue), grippeähnliche Beschwerden und Juckreiz. Das Medikament kann auch zu einer Erhöhung der „Leberwerte“ GOT, GPT und γGT führen. Seltene, aber schwerwiegende unerwünschte Wirkungen sind Depressionen, Vorhofflimmern und akute Belastungsreaktionen.
Ropeginterferon α-2b darf nicht eingesetzt werden bei vorbestehenden psychischen Erkrankungen (insbesondere schweren Depressionen), bestimmten Herz-Kreislauferkrankungen (schlecht eingestellter Bluthochdruck, Herzinsuffizienz, Herzrhythmusstörungen, und koronarer Herzkrankheit), Autoimmunkrankheiten, Immunsuppression, Leberzirrhose in Child-Pugh-Stadium B oder C sowie terminaler Niereninsuffizienz (GFR <15 ml/min). Außerdem darf das Medikament nicht gleichzeitig mit Telbivudin (Hepatitis B Medikament) verabreicht werden.

### Darreichungsform und Dosierung
Ropeginterferon α-2b ist als Injektionslösung  im Fertigpen erhältlich (Handelsname Besremi). Der Wirkstoff wird alle zwei Wochen in das Unterhautfettgewebe gespritzt. Die Dosierung laut Fachinformation richtet sich nach dem individuellen Ansprechen. Bei schwerer Niereninsuffizienz (GFR 15-29 ml/min) und bei bereits bestehender zytoreduktiver Therapie sollte eine niedrigere Einstiegsdosis gewählt werden.

## Eigenschaften

### Molekulare Struktur
Ropeginterferon α-2b ist ein globuläres Protein mit einer Molekülmasse von ca. 60 kDa. Es besteht aus einem gentechnisch in E. coli hergestellten, 166 Aminosäuren langen und 19 kDa schweren Prointerferon α-2b, an dessen N-Terminus ein zweiarmiges Methoxypolyethylenglykol (PEG) mit einer Molekülmasse von 40 kDa kovalent gebunden ist (Monopegylierung).

### Wirkmechanismus
Ropeginterferon α-2b bindet wie das im Körper natürlich vorkommende Interferon-α und pegylierte Interferon-α-Präparate für den medizinischen Einsatz an den Interferon-α-Rezeptor. Durch die resultierende Aktivierung des JAK-STAT Signalweges, vor allem über JAK1 und TYK2, kann Interferon-α die Vermehrung (Proliferation) von Vorläuferzellen (Progenitorzellen) von Blut- und Bindegewebszellen hemmen und senkt die Zahl der Zellen, welche die krankheitsauslösende V617F-Mutation in JAK2 tragen.

### Pharmakologische Merkmale
Die Pegylierung bewirkt eine Verlängerung der biologischen Halbwertszeit, wodurch ein zweiwöchentliches (in der Dauertherapie bis zu vierwöchiges) Applikationsintervall möglich ist. Die Verstoffwechselung wurde nicht genau untersucht, allerdings ist bekannt, dass Ropeginterferon die Aktivität der Cytochrom P450 Isozyme CYP1A2 und CYP2D6 beeinflusst. Es sind daher Interaktionen mit Medikamenten möglich, deren Wirkstoffe über diese Isozyme verstoffwechselt werden. Ropeginterferon α-2b wird über die Nieren mit dem Urin ausgeschieden.